# 阿納納琴鯰
阿納納琴鯰，為輻鰭魚綱鯰形目鼬鯰科的其中一種，為熱帶淡水魚，分布於南美洲亞馬遜河及埃塞奎博河流域，體長可達2.2公分，棲息在底層水域，生活習性不明。